# Cà Mau

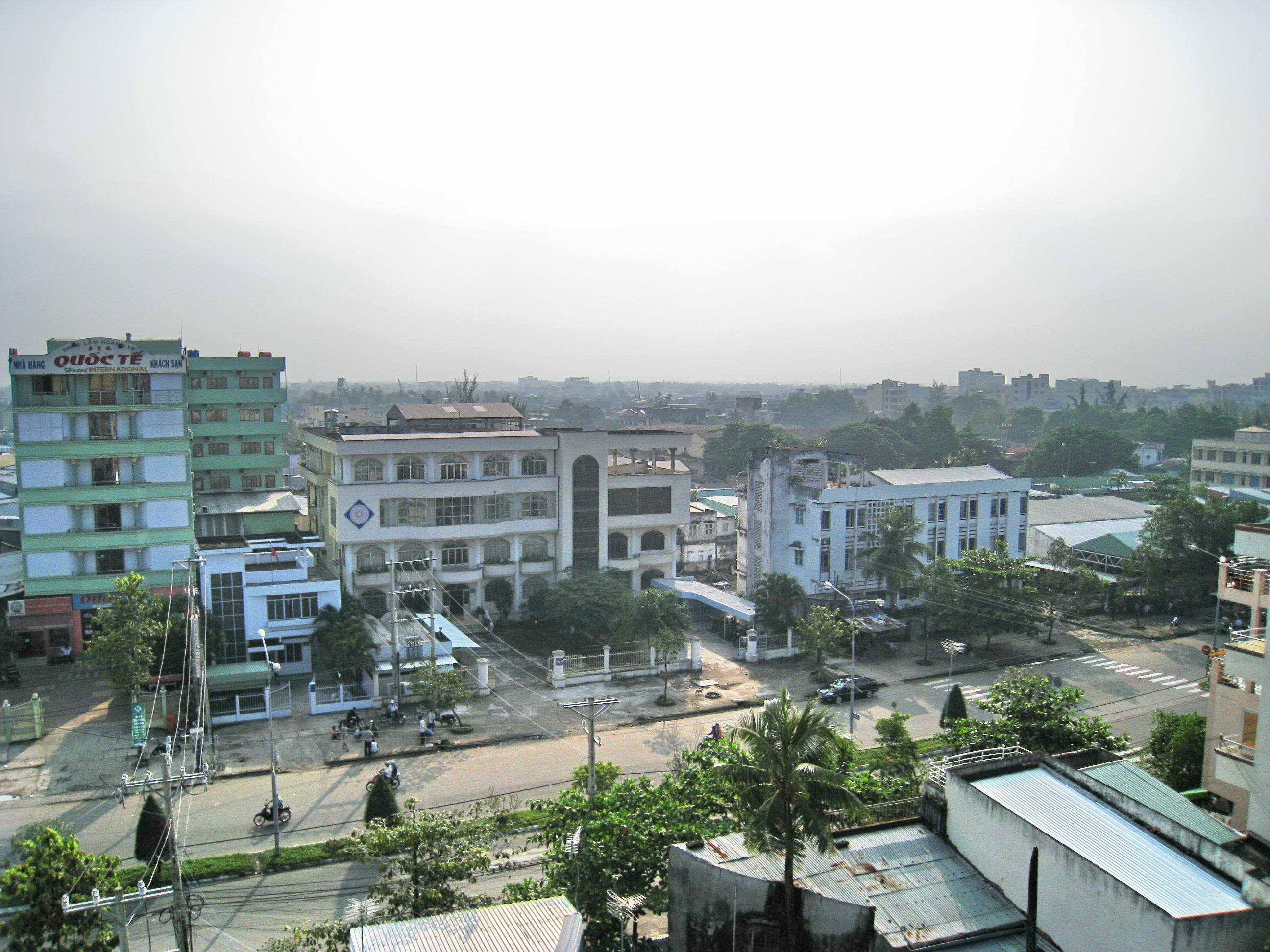
City von Cà Mau

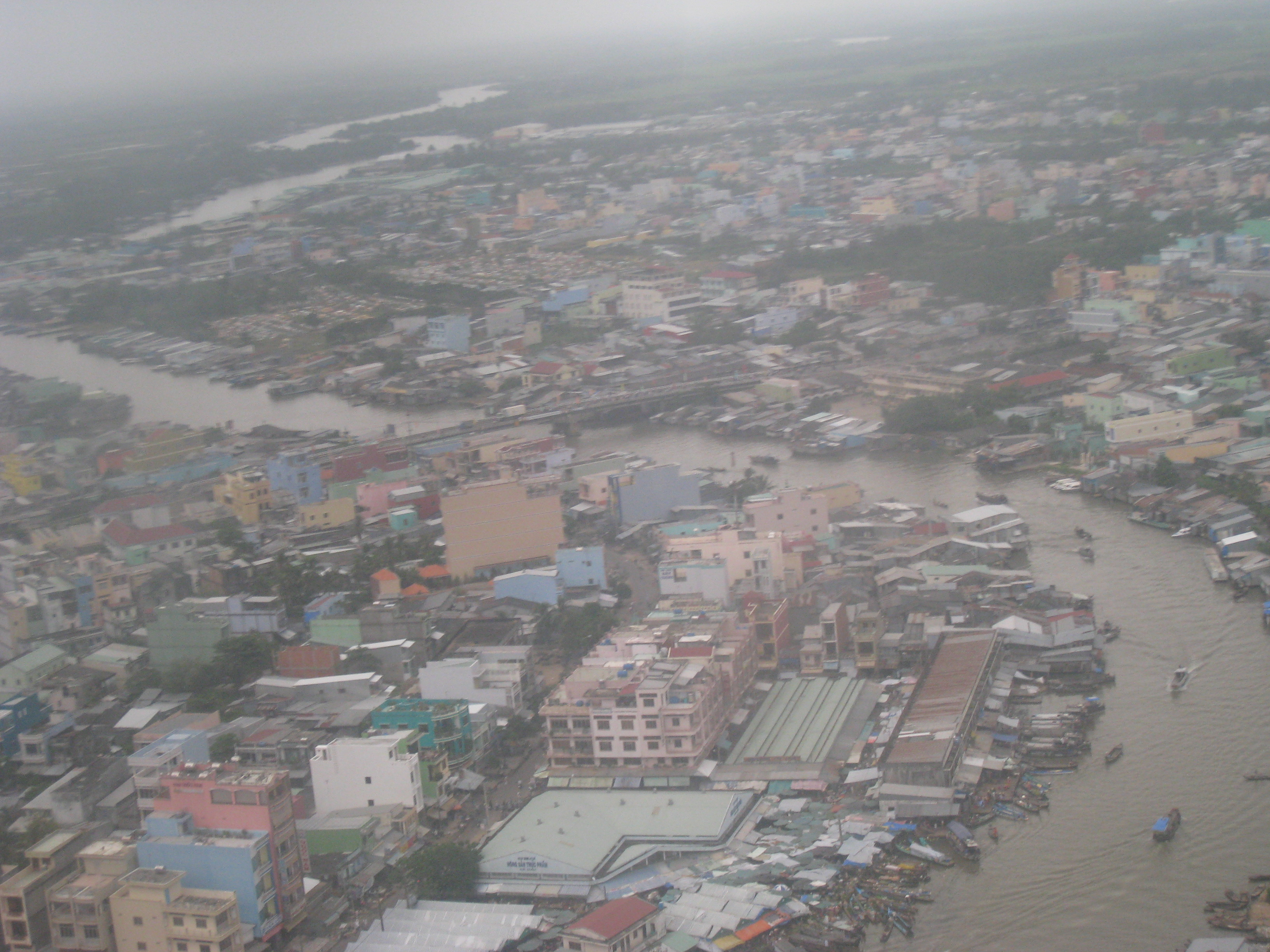
Cà Mau im Mekongdelta aus der Luft

Cà Mau ist eine Stadt im Süden von Vietnam. Es ist die Hauptstadt der gleichnamigen Provinz Cà Mau. Cà Mau wird durch sein Kanalsystem charakterisiert, die meisten Waren werden mit Booten und Lastkähnen transportiert. Vietnamesen, Chinesen und Khmer leben hier zusammen.

## Geschichte
Cà Mau war im Vietnamkrieg Standpunkt der Einheiten von Nguyen Lac Hoa. Der ehemalige vietnamesische Premierminister Nguyễn Tấn Dũng wurde in dieser Stadt geboren und ist dort aufgewachsen.

## Wirtschaft
Cà Mau ist Vietnams größter Exporteur von Meeresfrüchten. Wichtigstes Produkt sind gefrorene Shrimps, Hauptabnehmer sind die USA. Allein im Jahr 2005 exportierte die Provinz Cà Mau Meeresfrüchte im Wert von ungefähr 500 Millionen US$.
Bei Cà Mau 2007 mit dem Projekt vietnamesisch Dự án Khí-Điện-Đạm, englisch Gas-Power-Fertilizer-Komplex begonnen. Es umfasst einen Komplex, der aus einer aus Gaspipeline, einer Harnstoffanlage und Wärmekraftwerken besteht. An den beiden Gaskraftwerke (GuD), die eine Gesamtkapazität von etwa 1.500 Megawatt erzeugen, war die Firma Siemens der Hauptausrüstung. Die weiteren Komponenten sind eine rund 330 km lange Gaspipeline und eine Anlage zur Verarbeitung von Harnstoffen (Düngemittelfabrik). Der Bau der Pipeline, die von Gasfeldern vor der Küste im Südwesten nach Cà Mau führt, wurde im Mai 2007 abgeschlossen und die Kraftwerke haben am 27. Dezember 2008 den Betrieb genommen. Die Gesamtinvestitionssumme lag bei 1,5 Milliarden US$.

## Sehenswürdigkeiten
- Die Wildvogel-Parks innerhalb der Stadt;
- der südlichste Punkt von Vietnams Territorium in Mui Cà Mau.
- der Nationalpark Mũi Cà Mau